# Amphicnemis erminea
Amphicnemis erminea – gatunek ważki z rodziny łątkowatych (Coenagrionidae).